# Oenus
Oenus est un roi légendaire du royaume de l'île de Bretagne (actuelle Grande-Bretagne), qui est mentionné par Geoffroy de Monmouth dans son Historia regum Britanniae (vers 1135).

## Contexte
Oenus est selon   Geoffroy de Monmouth le  15e des 25 souverains qui règnent entre la mort de Katellus [Cadell ap Geraint] et Heli [Beli Mawr]. Il succède à  Caph [Caff] et il a comme successeur  Sisillius III [Seisyll III]
Le Brut y Brenhinedd substitue à son nom celui d'Owain mais n'ajoute rien de plus à l’exception de la version Cleopatra qui en fait le fils de son prédécesseur Caff et le père de son successeur Seisyll. Hector Boece mentionne Oenus comme ayant tirer l'avantage d'une guerre civile en Écosse placer le royaume sous sa sujétion. Il situe l'événement à l'époque de Reutherus, et fait durer l’assujettissement des scots une douzaine d'années jusqu'au règne du successeur d'Oenus, Sisillius III.

## Sources
- Geoffroy de Monmouth Histoire des rois de Bretagne, traduit et commenté par Laurence Mathey-Maille, Édition Les belles lettres, coll. « La roue à livres », Paris, 2004,  (ISBN 2-251-33917-5)
- (en) Peter Bartrum, A Welsh classical dictionary: people in history and legend up to about A.D. 1000, Aberystwyth, National Library of Wales, 1993, p. 584 OENUS, fictitious king of Britain. (Second century B.C.)